# Lower Allen
Lower Allen es un lugar designado por el censo ubicado en el condado de Cumberland en el estado estadounidense de Pensilvania. En el año 2000 tenía una población de 6,619 habitantes y una densidad poblacional de 1,092.1 personas por km².

## Geografía
Lower Allen se encuentra ubicado en las coordenadas 40°12′41″N 76°54′8″O / 40.21139, -76.90222.

## Demografía
Según la Oficina del Censo en 2000 los ingresos medios por hogar en la localidad eran de $50,379 y los ingresos medios por familia eran $61,964. Los hombres tenían unos ingresos medios de $40,237 frente a los $30,669 para las mujeres. La renta per cápita para la localidad era de $27,956. Alrededor del 7.7% de la población estaba por debajo del umbral de pobreza.